# Turó de les Roques
El Turó de les Roques és una muntanya de 251 metres que es troba al municipi de Lloret de Mar, a la comarca de la Selva.